# Луций Антисций Лабеон
Луций Антисций Лабеон (на латински: Lucius Antistius Labeo) е политик на Римската република от фамилията Антисции, клон Лабеон.
Той участва в заговора против Гай Юлий Цезар. На Идите през март 44 пр.н.е. той е в групата на убийците на Цезар. Вероятно е роднина на юриста Пацувий Антисций Лабеон, който също е в групата на заговорниците.